# Liste der Baudenkmäler in Wilburgstetten
Auf dieser Seite sind die Baudenkmäler in der mittelfränkischen Gemeinde Wilburgstetten zusammengestellt. Diese Tabelle ist eine Teilliste der Liste der Baudenkmäler in Bayern. Grundlage ist die Bayerische Denkmalliste, die auf Basis des Bayerischen Denkmalschutzgesetzes vom 1. Oktober 1973 erstmals erstellt wurde und seither durch das Bayerische Landesamt für Denkmalpflege geführt wird. Die folgenden Angaben ersetzen nicht die rechtsverbindliche Auskunft der Denkmalschutzbehörde.
 Diese Liste gibt den Fortschreibungsstand vom 15. April 2020 wieder und enthält 22 Baudenkmäler.

## Baudenkmäler nach Gemeindeteilen

### Wilburgstetten
| Lage                              | Objekt                                                              | Beschreibung | Akten-Nr.     | Bild                                                         |
| --------------------------------- | ------------------------------------------------------------------- | --- | ------------- | ------------------------------------------------------------ |
| Bischof-Rabeno-Platz 1 (Standort) | Katholische Pfarrkirche St. Margareta                               | Ehemalige gotische Chorturmkirche mit Langhaus von 1778/80, 14./15. Jahrhundert, Einbeziehung als Querhaus in neuromanischen Neubau von 1900/03; mit Ausstattung | D-5-71-224-1  | weitere Bilder                                               |
| Bischof-Rabeno-Platz 1 (Standort) | Friedhofsmauer                                                      | Im Kern wohl noch spätmittelalterliche Einfriedung mit eingelassenen Grabsteinen | D-5-71-224-1  | BW                                                           |
| Bischof-Rabeno-Platz 3 (Standort) | Ehemaliges Schul- und Mesnerhaus, sogenanntes Grimmeiß-Haus         | Zweigeschossiger verputzter Walmdachbau, bezeichnet „1670“ und bezeichnet „1733“ | D-5-71-224-2  | weitere Bilder                                               |
| Bischof-Rabeno-Platz 5 (Standort) | Pfarrhaus                                                           | Zweigeschossiger Putzbau mit steilem Satteldach und verputztem Fachwerkgiebel, bezeichnet „1666“ und bezeichnet „1733“ | D-5-71-224-3  | weitere Bilder                                               |
| Bischof-Rabeno-Platz 7 (Standort) | Ehemaliges Schulhaus                                                | Zweigeschossiger massiver Walmdachbau mit Stichbogenfenstern, erste Hälfte 19. Jahrhundert | D-5-71-224-4  | weitere Bilder                                               |
| Burgringstraße 1 (Standort)       | Kellereingänge                                                      | bezeichnet 1558 und 1728 | D-5-71-224-5  | BW                                                           |
| Hetschenlache (Standort)          | Limes-Gedenkstein                                                   | Von König Maximilian II. errichteter Sandsteinpfeiler, vier Seiten mit Text belegt: „Gedenkstein Landmarkung zwischen dem einstigen Reiche der Römer u. Germanen. Anfang am Haderfleck zwischen Hienheim u. Weltenburg. Westliche Hauptrichtung durch Baÿern und Würtemberg bis zu Rems u. Lorch, sodann nordwestlich an den Main u. Rhein. Der Pfahlrain – limes Danubianus Vallum Hadriani, auch Probi später die Teufelsmauer genannt unter Kaiser Hadrianus angelegt und unter Probus noch mehr befestigt. Der Pfahlrain durchschneidet bei Dennloh die Ansbach Wassertrüdinger Distriktstraße und zieht zwischen Mönchsroth und Wittenbach nach der Grenze der Königreiche Baÿern und Würtemberg. Dieser Gedenkstein wurde errichtet unter König Max II. im Jahre 1861“ | D-5-71-224-11 | Limes-Gedenkstein                                            |
| Kapelleswiesen (Standort)         | Steinkreuz                                                          | Sogenanntes Bäckenkreuz, zweite Hälfte 19. Jahrhundert | D-5-71-224-10 | BW                                                           |
| Kreuzkapelle (Standort)           | Katholische Wallfahrtskapelle, sogenannte Heiligkreuzkapelle        | Barocke Saalkirche mit stark eingezogenem halbrundem Chor und Dachreiter, 1744/45; mit Ausstattung | D-5-71-224-7  | Katholische Wallfahrtskapelle, sogenannte Heiligkreuzkapelle |
| Kreuzweg (Standort)               | Steinkreuz                                                          | In leicht historisierender Form, um 1900 | D-5-71-224-9  | BW                                                           |
| Nähe Bahnhofstraße (Standort)     | Straßenkapelle, sogenannte Dreifaltigkeitskapelle oder Rote Kapelle | Kleiner Putzbau mit leicht eingezogener Apsis, Pilastergliederung und Schweifgiebel, 1747 | D-5-71-224-8  | BW                                                           |

### Gramstetterhof
| Lage                  | Objekt                                             | Beschreibung                          | Akten-Nr.     | Bild                                               |
| --------------------- | -------------------------------------------------- | ------------------------------------- | ------------- | -------------------------------------------------- |
| Hasselbach (Standort) | Bildstock zur Erinnerung an ein überlebtes Unglück | In barocken Formen, bezeichnet „1836“ | D-5-71-224-12 | Bildstock zur Erinnerung an ein überlebtes Unglück |

### Greiselbach
| Lage                                        | Objekt                                                                        | Beschreibung | Akten-Nr.     | Bild           |
| ------------------------------------------- | ----------------------------------------------------------------------------- | --- | ------------- | -------------- |
| Greiselbach 13 a (Standort)                 | Gasthof und ehemalige Brauerei Braunes Ross                                   | Zweigeschossiger giebelständiger Putzbau mit Satteldach, im Kern Fachwerk des 18. Jahrhunderts, bezeichnet „1756“ und „1887“                                                         | D-5-71-224-13 | BW             |
| Greiselbach 16 (Standort)                   | Ehemaliges Schulhaus                                                          | Zweigeschossiger massiver Walmdachbau mit Fachwerkdachreiter, bezeichnet „1826“ | D-5-71-224-14 | BW             |
| Im Kirchlesranken 28; Hasselbach (Standort) | Evangelisch-lutherische Pfarrkirche St. Stephanus, sogenanntes Wolfskirchlein | Kleine Saalkirche mit dreiseitig geschlossenem Chor, angefügter Sakristei und Dachreiter mit Zwiebelhaube, im Kern 15./16. Jahrhundert, 1668 durchgreifend erneuert; mit Ausstattung | D-5-71-224-15 | weitere Bilder |
| Im Kirchlesranken 28; Hasselbach (Standort) | Friedhofsmauer mit Grabsteinen                                                | Wohl noch spätmittelalterlich | D-5-71-224-15 | BW             |
| Im Kirchlesranken 28; Hasselbach (Standort) | Kirchenbrücke                                                                 | Einbogiger Bruchsteinbau, 16. Jahrhundert, 1850 renoviert | D-5-71-224-15 | BW             |

### Neumühle
| Lage                  | Objekt          | Beschreibung                                                        | Akten-Nr.     | Bild |
| --------------------- | --------------- | ------------------------------------------------------------------- | ------------- | ---- |
| Neumühle 1 (Standort) | Ehemalige Mühle | Zweigeschossiger massiver Putzbau mit steilem Satteldach, wohl 1682 | D-5-71-224-17 | BW   |

### Rühlingstetten
| Lage                         | Objekt                                         | Beschreibung | Akten-Nr.              | Bild                                           |
| ---------------------------- | ---------------------------------------------- | --- | ---------------------- | ---------------------------------------------- |
| Rühlingstetten 6 (Standort)  | Wohnteil des ehemaligen Maierhofes             | Erdgeschossiges Satteldachhaus mit Zwerchhaus, Putzgliederung und Stichbogenfenster, Mitte 19. Jahrhundert, mit älterem Kern; Hofkapelle, kleiner gerade schließender Putzbau, 18. Jahrhundert; mit Ausstattung | D-5-71-224-20 Wikidata | Wohnteil des ehemaligen Maierhofes             |
| Rühlingstetten 40 (Standort) | Ehemaliges Schulhaus                           | Eingeschossiger Putzbau mit Halbwalmdach, von Woerlein, 1827 | D-5-71-224-22 Wikidata | Ehemaliges Schulhaus                           |
| Rühlingstetten 42 (Standort) | Katholische Pfarrkirche Heilige Dreifaltigkeit | Saalkirche mit eingezogenem gerade schließendem Chor, daran angefügter Sakristei und südlichem Chorwinkelturm, von Architekt Woerlein, 1816/17; mit Ausstattung                                                 | D-5-71-224-18 Wikidata | Katholische Pfarrkirche Heilige Dreifaltigkeit |
| Rühlingstetten 43 (Standort) | Pfarrhaus                                      | Zweigeschossiger massiver Walmdachbau mit barocker Putzgliederung, 1775 | D-5-71-224-21 Wikidata | Pfarrhaus                                      |

### Villersbronn
| Lage                       | Objekt                             | Beschreibung | Akten-Nr.     | Bild                     |
| -------------------------- | ---------------------------------- | --- | ------------- | ------------------------ |
| Villersbronn 5 (Standort)  | Ehemaliges Bauernhaus              | Erdgeschossiges Wohnstallhaus mit verkleidetem Fachwerkgiebel, 18. Jahrhundert                                                                                          | D-5-71-224-23 | BW                       |
| Villersbronn 15 (Standort) | Katholische Filialkirche St. Georg | Chorturmkirche mit Langhaus und angefügter Sakristei, 1412/17, im Kern älter, Chor und Turm mit Zwiebelhaube erneuert 1705/08                                           | D-5-71-224-24 | weitere Bilder           |
| Villersbronn 15 (Standort) | Friedhofsmauer                     | Spätmittelalterliche Einfriedung mit Stichbogenpforte und Nischenkapelle, 15. Jahrhundert                                                                               | D-5-71-224-24 | BW                       |
| Villersbronn 19 (Standort) | Ehemaliges Wohnstallhaus           | Erdgeschossiger verputzter Massivbau aus Naturstein mit steilem Satteldach, 1845, nördlich angefügter Schweinestall von 1926 sowie westlich angefügter Scheune von 1929 | D-5-71-224-25 | Ehemaliges Wohnstallhaus |